# اولانتا هومالا
اولانتا مویسس هومالا تاسو (به لاتین: Ollanta Moisés Humala Tasso)، (زاده ۲۷ ژوئن ۱۹۶۲ در لیما)، رئیس‌جمهور سابق و افسر سابق ارتش کشور پرو است که از ۲۸ ژوئیه سال ۲۰۱۱، مصادف با روز استقلال پرو، تا ۲۸ ژوئیه ۲۰۱۶ رئیس‌جمهور این کشور بود.
اولانتا هومالا، نامزد حزب ملی‌گرا که از احزاب چپ پرو است با کسب ۵۱٫۵ درصد آرا توانست رقیب خود، کیکو فوجیموری ۳۵ ساله، دختر آلبرتو فوجیموری، رئیس سابق جمهوری پرو را در دور دوم انتخابات ریاست جمهوری شکست دهد.
هومالا با شعار پرو برای همه در انتخابات شرکت کرد. وی از لحاظ فکری به هوگو چاوز رئیس جمهوری ونزوئلا نزدیک است. او متعهد شده است تا به مردم فقیر پرو سهم بیشتری از معدن‌های غنی این کشور اختصاص دهد.
از سوابق تحصیلی او می‌توان به تحصیل در کالج نظامی لیما اشاره نمود. او از سال ۱۹۸۲ به طور رسمی و به مدت ۲۵ سال در ارتش پرو خدمت کرد و از سال ۲۰۰۵ به حزب ملی‌گرای چپ پیوست.